# أحمد هيبة
أحمد هيبة (1973 - 13 سبتمبر 2021) هو ممثل مصري.

## حياته ونشأته
ولد في محافظة القاهرة سنة 1973، توفي وترك ورائه أربع أطفال، كان قد قدم عددا كبيرا من الأدوار الثانوية في الأعمال الفنية، وكان على رأس تلك الأعمال مسلسل «أوان الورد»، الذي كان يقوم ببطولته الفنانة يسرا والفنان هشام عبدالحميد والفنانة سميحة أيوب عرض عام 2000.

## أعماله[11]
أحمد نوتردام
2021 - فيلم
جزار
اللعبة الأمريكاني
2019 - فيلم
سوبر ميرو
2019 - مسلسل
كدبة بيضا (مصركاني)
2018 - فيلم
أبو شنب
2016 - فيلم
حملة فريزر
2016 - فيلم
أمين الشرطة
لما تامر ساب شوقية
2015 - مسلسل
إعدام بريء
2014 - فيلم
الجزيرة 2
2014 - فيلم
السبع وصايا
2014 - مسلسل
تفاحة آدم
2014 - مسلسل
موجة حارة
2013 - مسلسل
تيتة رهيبة
2012 - فيلم
طرف ثالث
2012 - مسلسل
غش الزوجية
2012 - فيلم
خلف - حارس الفيللا
مصور قتيل
2012 - فيلم
عامل المطبعة
المركب
2011 - فيلم
سعيد - عسكرى المارينا
المواطن إكس
2011 - مسلسل
الكبير أوي ج1
2010 - مسلسل
ابو الليل
سمير وشهير وبهير
2010 - فيلم
صاحب كشك الحاجة الساقعة
تامر وشوقية ج4
2009 - مسلسل - سيت كوم
آسف على الإزعاج
2008 - فيلم
الجزيرة
2007 - فيلم
الشبح
2007 - فيلم
قهوجي
عمارة يعقوبيان
2006 - فيلم
شباب سبايسي
2005 - فيلم
فرح
2004 - فيلم
حرس سلاح
2002 - مسلسل
مافيا
2002 - فيلم
الرجل الأبيض المتوسط
2001 - فيلم
أوان الورد
2000 - مسلسل

## وفاته
توفي إثر حادث تصادم وكان من بين الضحايا، وحسب تقرير المستشفى، أن عقب وصوله، تعرض لنزيف في كل أنحاء جسده أدت لوفاته، واتخذت المستشفى الإجراءات القانونية اللازمة، وأخطرت النيابة العامة لمعرفة بيان الحادث.